# Békési Kiss Julianna
Békési Kiss Julianna (Dicsőszentmárton, 1929. augusztus 7. –) romániai magyar rendező, műfordító.

## Életpályája
Tanulmányait a Bolyai Tudományegyetemen és a kolozsvári Magyar Művészeti Intézet rendezői szakán végezte 1949–1952 között. Egy ideig a színháztörténeti tanszék tanársegédje, majd a kolozsvári Román Nemzeti Színház, 1958–1970 között pedig a Kolozsvári Állami Magyar Színház irodalmi referense és segédrendezője volt. 1970-től nyugdíjba vonulásáig a Népi Művészeti Iskola oktatója volt.
Több román szerző színdarabját fordította magyar nyelvre.

## Műfordításai
- Buşecan: A hallgatás éjszakája
- Dragusanu: Lányaim
- Oproiu: Nem vagyok az Eiffel-torony